# Kathryn Whaler
Kathryn Anne Whaler (11 de junio de 1956) es profesora de Geofísica en la Escuela de Geociencias de la Universidad de Edimburgo, en el Instituto de Investigación de Ciencias de la Tierra y Planetarias. Es reconocida por sus aportes al geomagnetismo.

## Biografía
Whaler nació en Salisbury. Asistió a la Universidad de Sussex entre 1974 y 1977, y se graduó en Matemáticas y Físicas. Completó su tesis doctoral, Algunas aplicaciones de la teoría inversa al geomagnetismo, en 1981 en la Universidad de Cambridge. Permaneció en Cambridge durante dos años como postdoctorada antes de obtener una plaza de profesora en la Universidad de Leeds en 1983. En 1994, se trasladó a la Universidad de Edimburgo para ocupar la Cátedra de Geofísica.
Fue presidente de la Real Sociedad Astronómica en el Reino Unido, de 2004 a 2006. También ocupó el cargo de presidente de la Asociación Internacional de Geomagnetismo y Aeronomía (IAGA) después de varios años como vicepresidente (2007-2011) y como miembro del Comité Ejecutivo (2003-2007); fue elegida vicepresidente de la IUGG en 2015.
Ha realizado estancias sabáticas en diferentes instituciones, como el Goddard Space Flight Center de la NASA, la Universidad de Harvard, la Universidad de California en San Diego, la Universidad Victoria en Wellington y la Universidad de Gotinga.

## Investigación
Whaler se ha destacado por sus contribuciones en el campo del geomagnetismo. Al comienzo de su carrera su labor científica tuvo un enfoque teórico y se centró en la descripción del campo magnético en la transición entre el núcleo y el manto terrestres. Con el paso del tiempo, empezó a hacer uso de la abundancia de datos obtenidos por satélites para estudiar la magnetización de las capas superiores del manto y la corteza terrestre, con aplicaciones a la predicción del campo geomagnético.

## Premios y reconocimientos
Whaler recibió la Medalla de Precio de la Royal Astronomical Society en 2013, por «investigaciones de mérito destacado en geofísica de la tierra sólida, oceanografía o ciencias planetarias».
En 2018, Whaler obtuvo el nombramiento de oficial de la Orden del Imperio Británico por sus aportes a la geofísica.
El asteroide 5914 Kathywhaler ha sido nombrado en su honor.